# Partidul SENS
Partidul SENS (abreviere pentru „Sănătate, Educație, Natură, Sustenabilitate”) este un partid politic extraparlamentar din România. Partidul este susținut de europarlamentarul Nicu Ștefănuță, iar printre cei mai cunoscuți membri ai săi se numără Florina Presadă și Ana Ciceală.

## Istoric
SENS a fost fondat de către președintele actual, Andrei Macsut, în toamna anului 2023. Partidul a participat la alegerile locale, unde a câștigat doar două mandate, susținând o serie de candidați independenți. Comunitatea de tineri voluntari „Generația Egalitate” a muncit alături de candidatul Nicu Ștefănuță, susținut de SENS, cu scopul de a-l ajuta să adune numărul necesar de semnături pentru alegerile europarlamentare din iunie 2024 și de a câștiga într-un final mandatul de europarlamentar. După această reușită, Generația Egalitate s-a alăturat Mișcării SENS pentru a forma un partid politic de orientare verde și progresistă pentru alegerile parlamentare.
În septembrie 2024, s-au alăturat partidului SENS și Florina Presadă, fostă senatoare a României și directoare a organizației ACCEPT, și Ana Ciceală, fost consilier general al Municipiului București.
După ce au reușit să strângă semnăturile necesare, SENS a participat oficial pentru prima dată la alegerile parlamentare din 2024.Partidul nu a reușit să treacă pragul electoral de 5%, obținând puțin sub 3% din voturi atât la Camera Deputaților cât și la Senat .

## Ideologie și poziții politice
SENS este un partid de centru-stânga, progresist, și care promovează ideologia verde.
SENS militează pentru introducerea parteneriatului civil între persoanele de același sex și totodată este un partid care militează pentru asigurarea dreptului la avort.
Pentru a combate schimbările climatice, SENS dorește să prioriteze decarbonizarea sistemul energetic din România, reîmpădurirea țării, modernizarea sistemelor de irigații și protecție împotriva secetei și a inundațiilor. Chiar dacă SENS urmărește să modernizeze complet căile ferate, să construiască linii de mare viteză și să încurajeze transportul ecologic în comun în orașe, partidul susține în continuare și construcția autostrăzilor și lărgirea Aeroportului Henri Coandă.
În cea ce privește sănătatea, partidul include pe lângă modernizarea spitalelor, asigurarea dreptului la avort în condiții sigure și decontarea a 30 de ședințe de terapie pentru îmbunătățirea sănătății mintale. Alături de REPER, SENS susține dezincriminarea posesiei de canabis pentru consum propriu, poziționându-se în clară opoziția față de Guvernul Ciolacu și mai ales Partidul Național Liberal în această direcție.
Într-o postare de pe Instagram din 7 octombrie 2024, la 1 an după atacul Hamas asupra Israelului, SENS s-a poziționat ca un partid pro-Palestina, fiind singurul partid alături de Partidul SOS care să aibă o asemenea poziționare. În mai 2025, SENS alături de formațiunea de extrema dreaptă SOS România au fost principalilii critici ai proiectării drapelului israelian cu ocazia zilei de solidaritate România-Israel pe clădirea Parlamentului României, primii fiind cei care au organizat un protest pro-palestinian De asemenea partidul pledează pentru impozitarea diferențială (denumită și progresivă).

## Analiză
Politologul Cristian Pîrvulescu estimează că partidul SENS ar putea lua peste 5% la alegerile parlamentare din 2024 și că ar putea lua din alegătorii USR. Acesta consideră că, prin acest partid, Nicu Ștefănuță încearcă să demonstreze colegilor europarlamentari că există și în România o platformă ecologistă cu potențial de viitor.
După intrarea în turul doi al alegerilor prezidențiale din 2024 a candidatului de extrema dreaptă Călin Georgescu, au apărut pe platforma TikTok o serie de postări care susțineau asocierea dintre SENS și acest candidat. Cu toate că SENS a reclamat această dezinformare la Autoritatea Electorală Permanentă, un număr de susținători ai lui Călin Georgescu au votat în favorea SENS în necunoșiință de cauză.

## Performanțe electorale

### Alegeri parlamentare
| An   | Camera Deputaților | Camera Deputaților | Camera Deputaților | Senat   | Senat        | Senat   | Poziție | Rezultat         | Guvern |
| An   | Voturi             | Procente (%)       | Mandate            | Voturi  | Procente (%) | Mandate | Poziție | Rezultat         | Guvern |
| ---- | ------------------ | ------------------ | ------------------ | ------- | ------------ | ------- | ------- | ---------------- | ------ |
| 2024 | 276.494            | 2.99 / 100         | 0 / 330            | 263.173 | 2,84 / 100   | 0 / 136 | 8       | Extraparlamentar | TBD    |